# Șoard, Mureș
Șoard, mai demult Șard, Soardu (în dialectul săsesc Schord, în germană Schard,în maghiară Küküllősárd, Sárd) este un sat în comuna Vânători din județul Mureș, Transilvania, România.

## Lăcașuri de cult

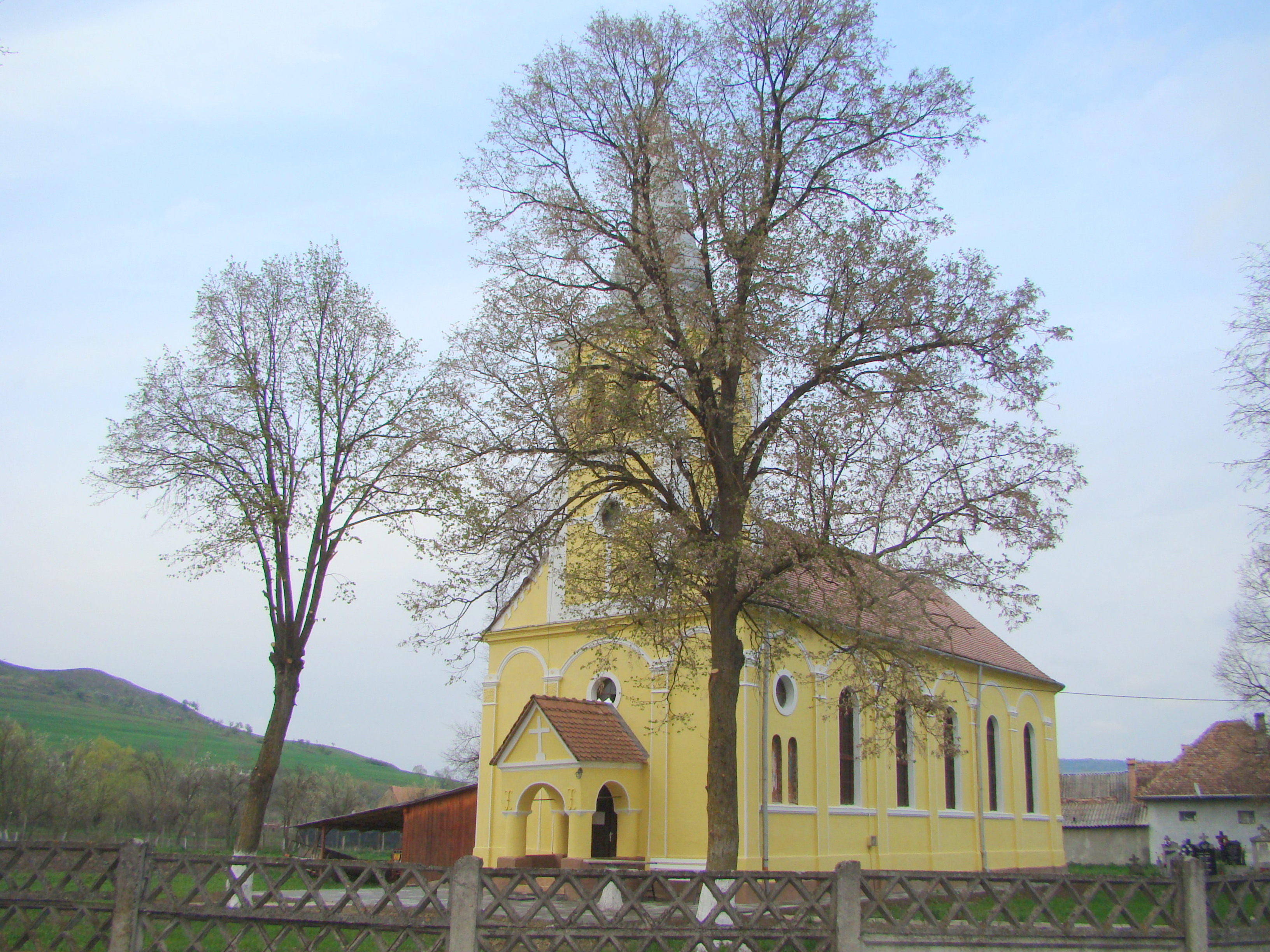
Biserica ortodoxă din satul Șoard cu hramul „Sfinții Arhangheli Mihail și Gavriil” (1905-1906)

Biserica ortodoxă din satul Șoard, cu hramul „Sfinții Arhangheli Mihail și Gavriil”, este construită între anii 1905-1906, în forma de navă, de către credincioșii parohiei, în timpul păstoririi Părintelui Ioan Dan – junior, arhitect fiind Andreas Ligner din Daneș. Biserica se află în mijlocul satului, și este construită din cărămidă, pe temelie de piatră, cu tavanul din lemn tencuit, acoperișul din țiglă solzi, iar turnul este acoperit cu tablă galvanizată. Lungimea bisericii este de 23m, lățimea de 7m, iar înălțimea de 19m. În turnul bisericii sunt așezate două clopote, cel mare din 1905 și cel mic din anul 1937, donat de către Ministerul Cultelor. În turn se mai află și un ceas mecanic, care datează din anul 1948 și care funcționează și în prezent.
Între anii 1970-1972, biserica parohiei Șoard a fost pictată de către doamna Elisabeta Ursu, în tehnica fresco. Sfințirea a fost săvârșită de Preasfințitul Episcop Emilian Birdaș al Alba Iuliei. În anul 1983, sub păstorirea Părintelui Aurel Hârșan, s-au executat ample lucrări de reparație capitală a bisericii. Tot în acest an s-a construit monumentala poartă, din lemn de stejar, sculptată în stil tradițional românesc, așezată la intrarea în curtea bisericii. La aceste lucrări au contribuit, în mod hotărâtor, credincioșii din Șoard stabiliți în America.
Dintre obiectele de cult vechi pot fi amintite: un crucifix din anul 1864, o icoană cu Sfinții Arhangheli Mihail și Gavriil din anul 1905, o cruce pentru binecuvântare, din lemn sculptat, din 1906.

## Imagini

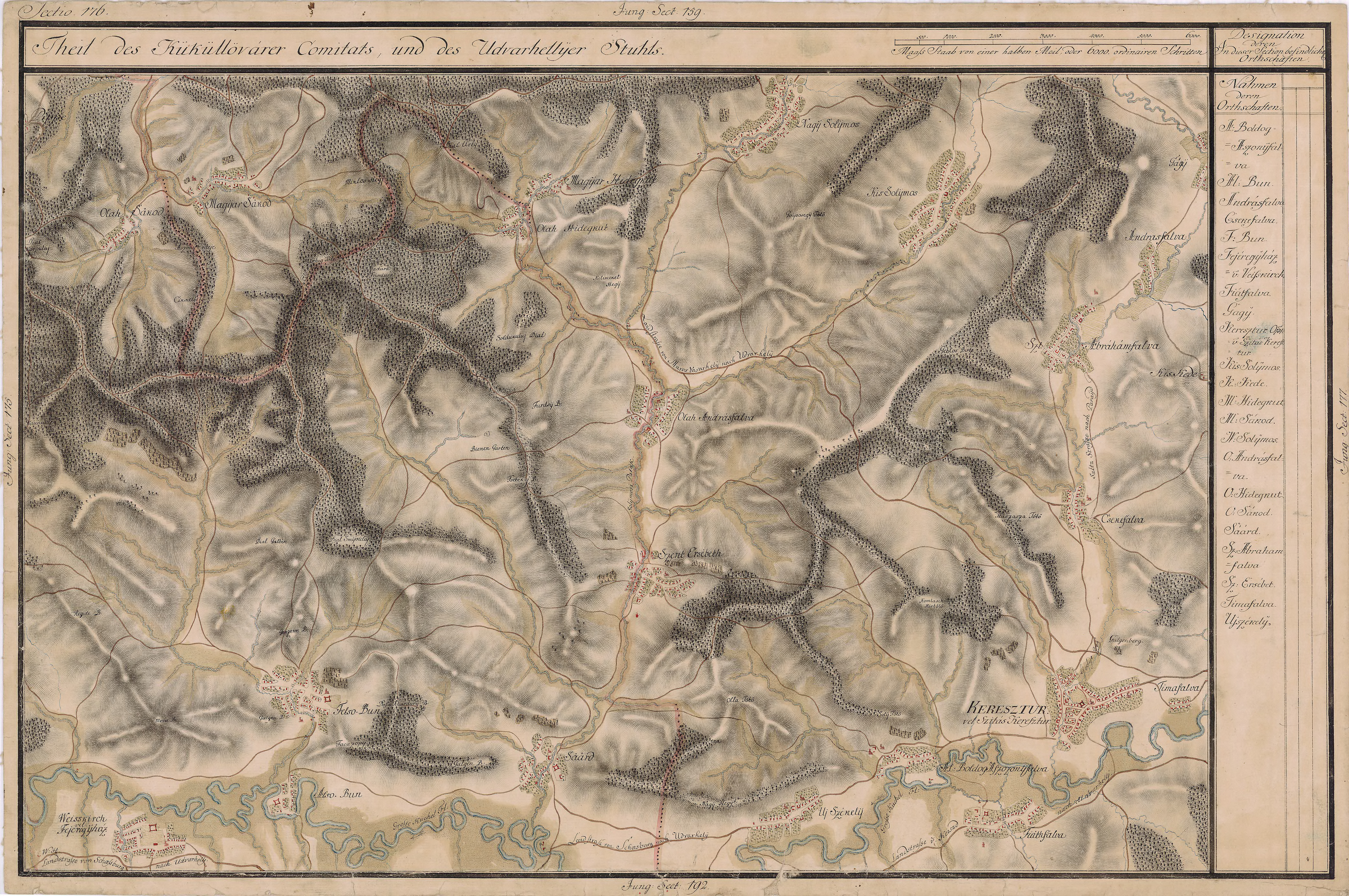
Șoard în Harta Iosefină a Transilvaniei, 1769-73
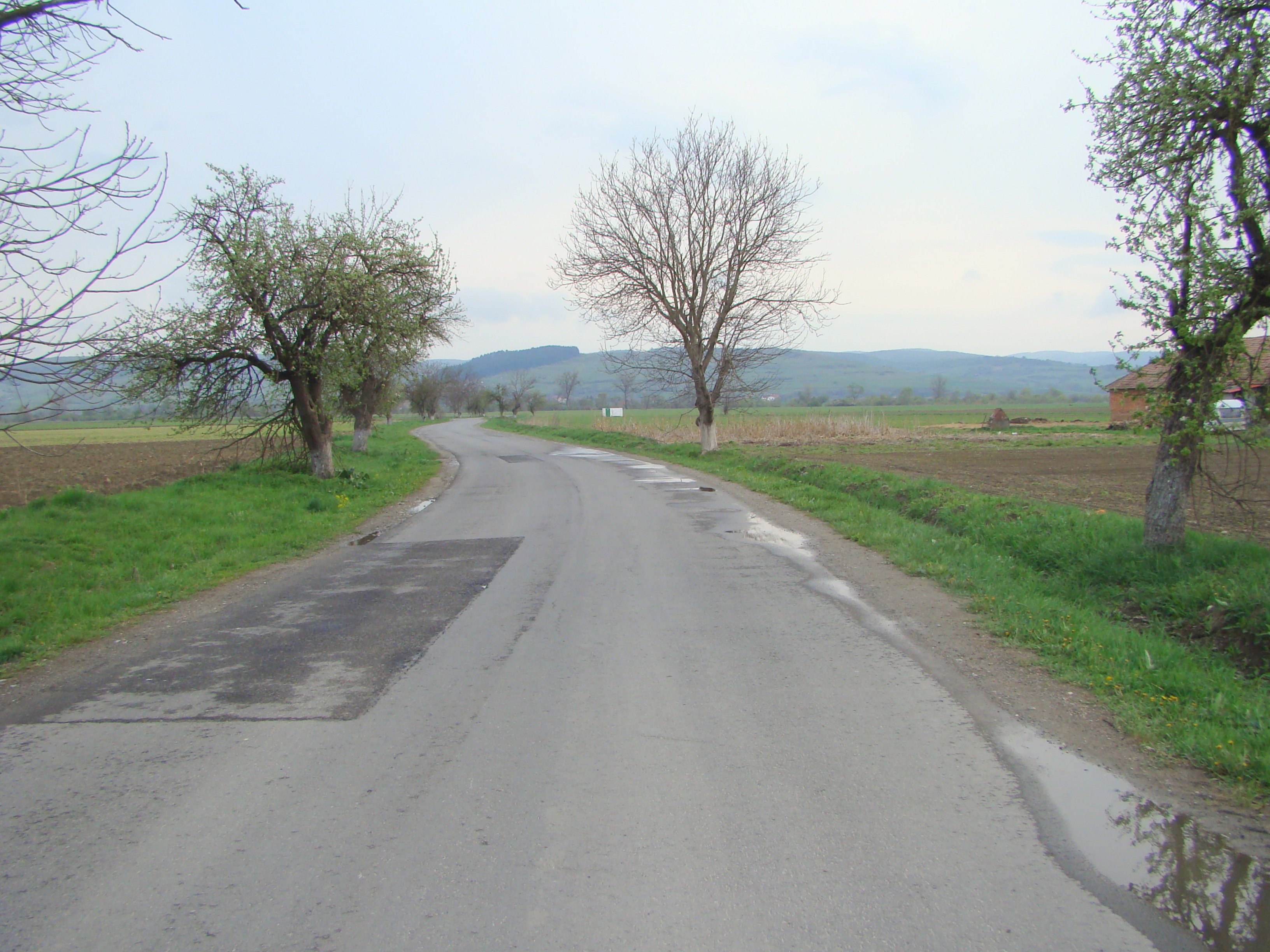
Drumul Vânători-Șoard
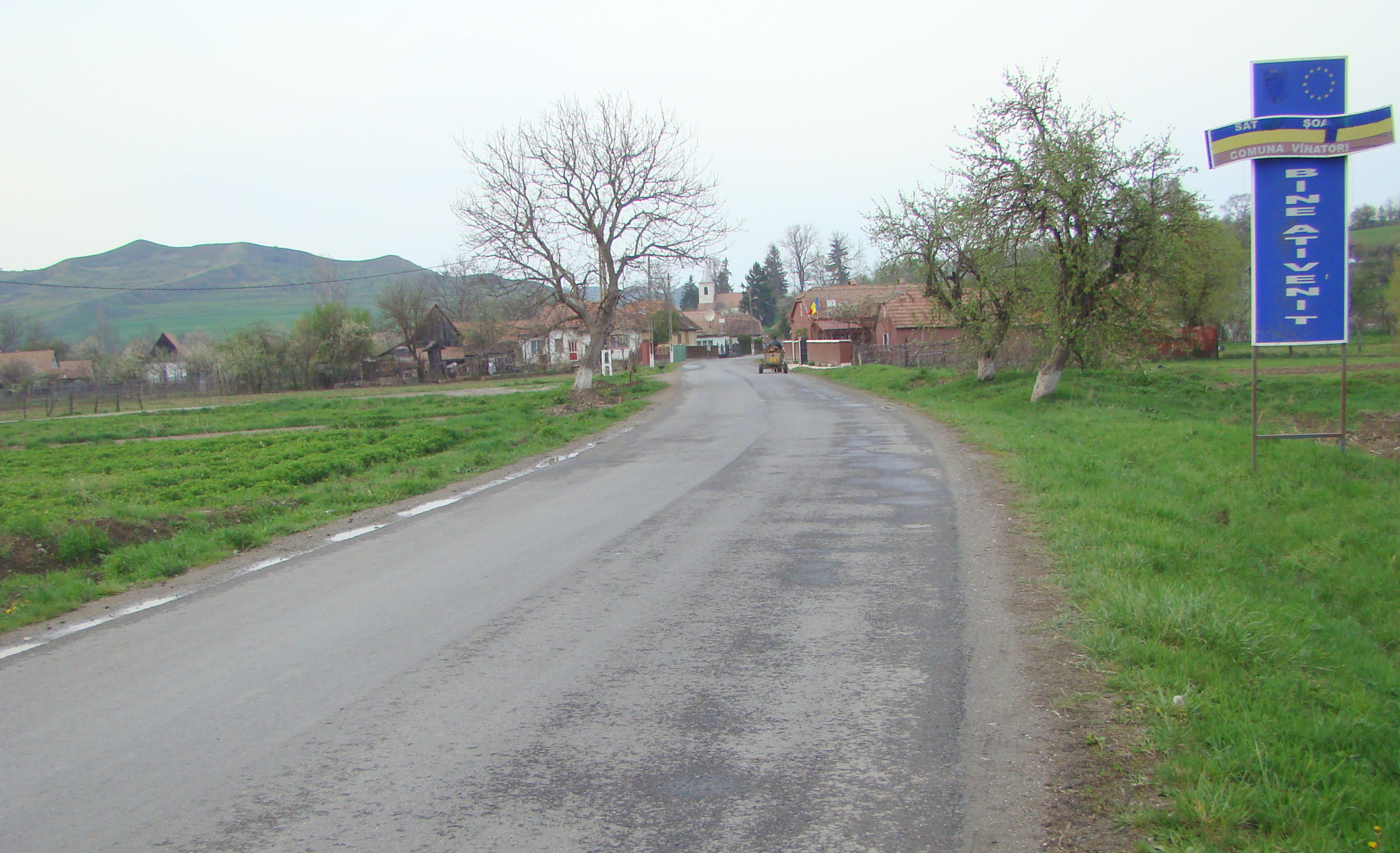
Intrarea în localitate
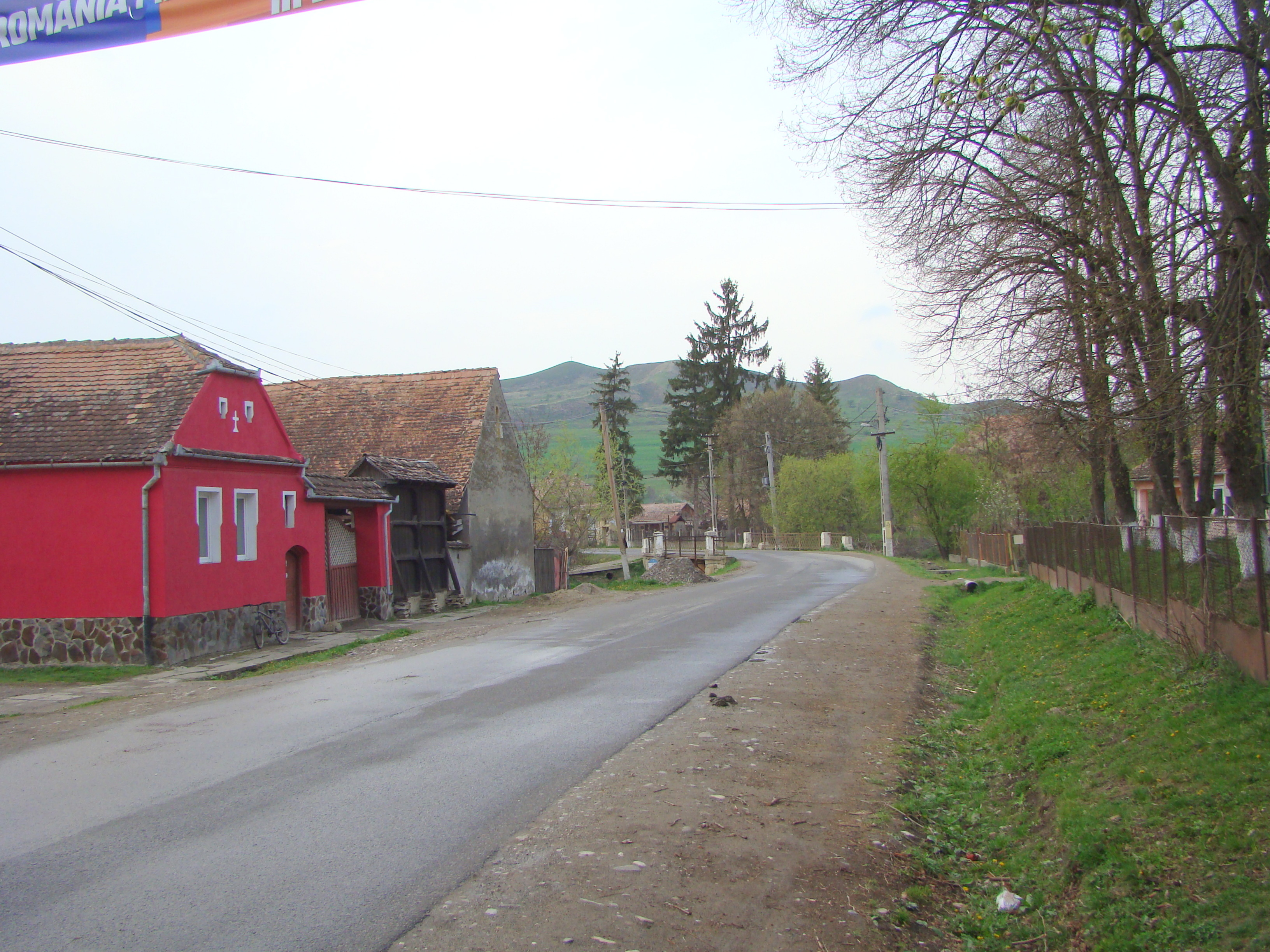
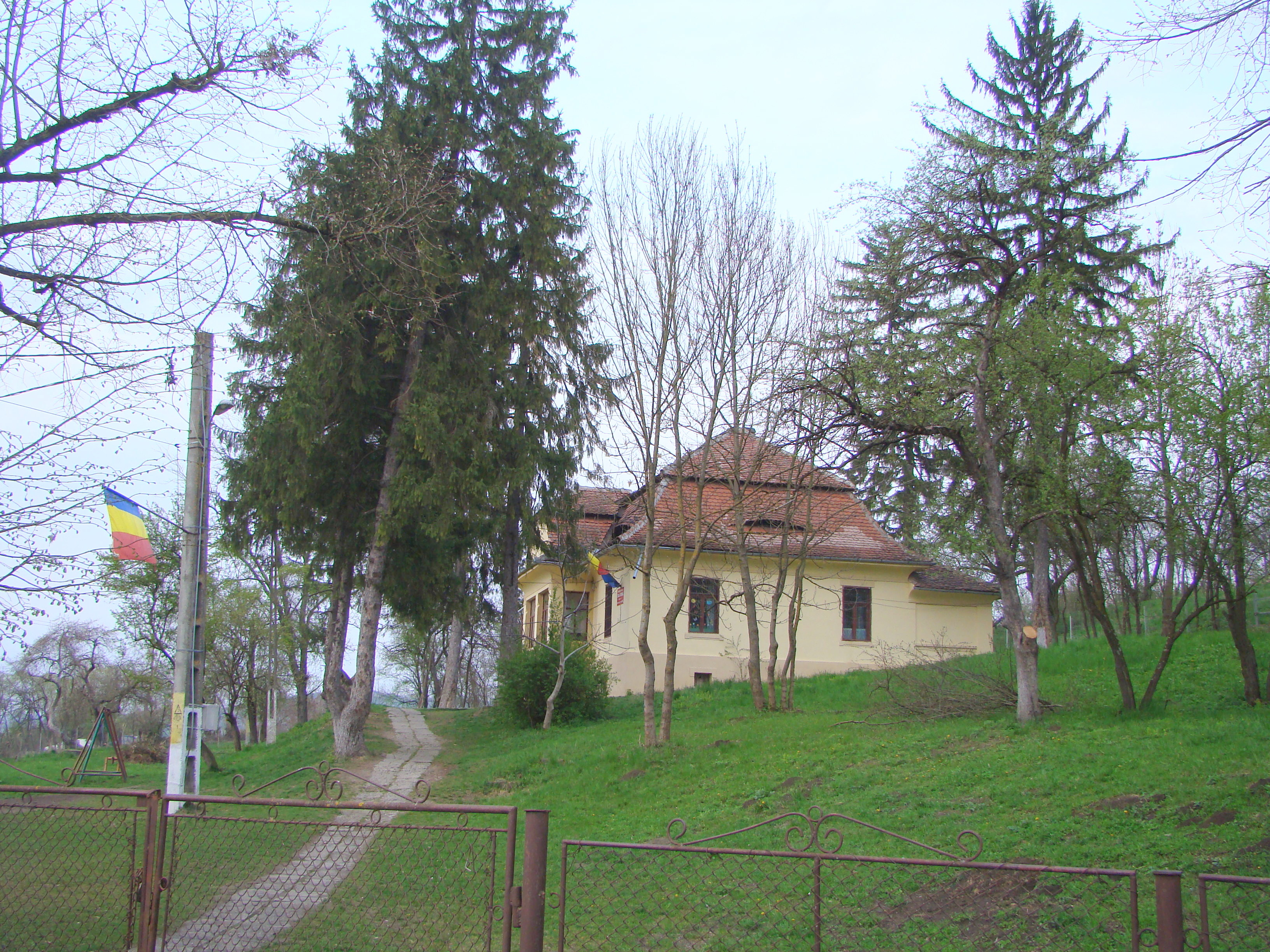
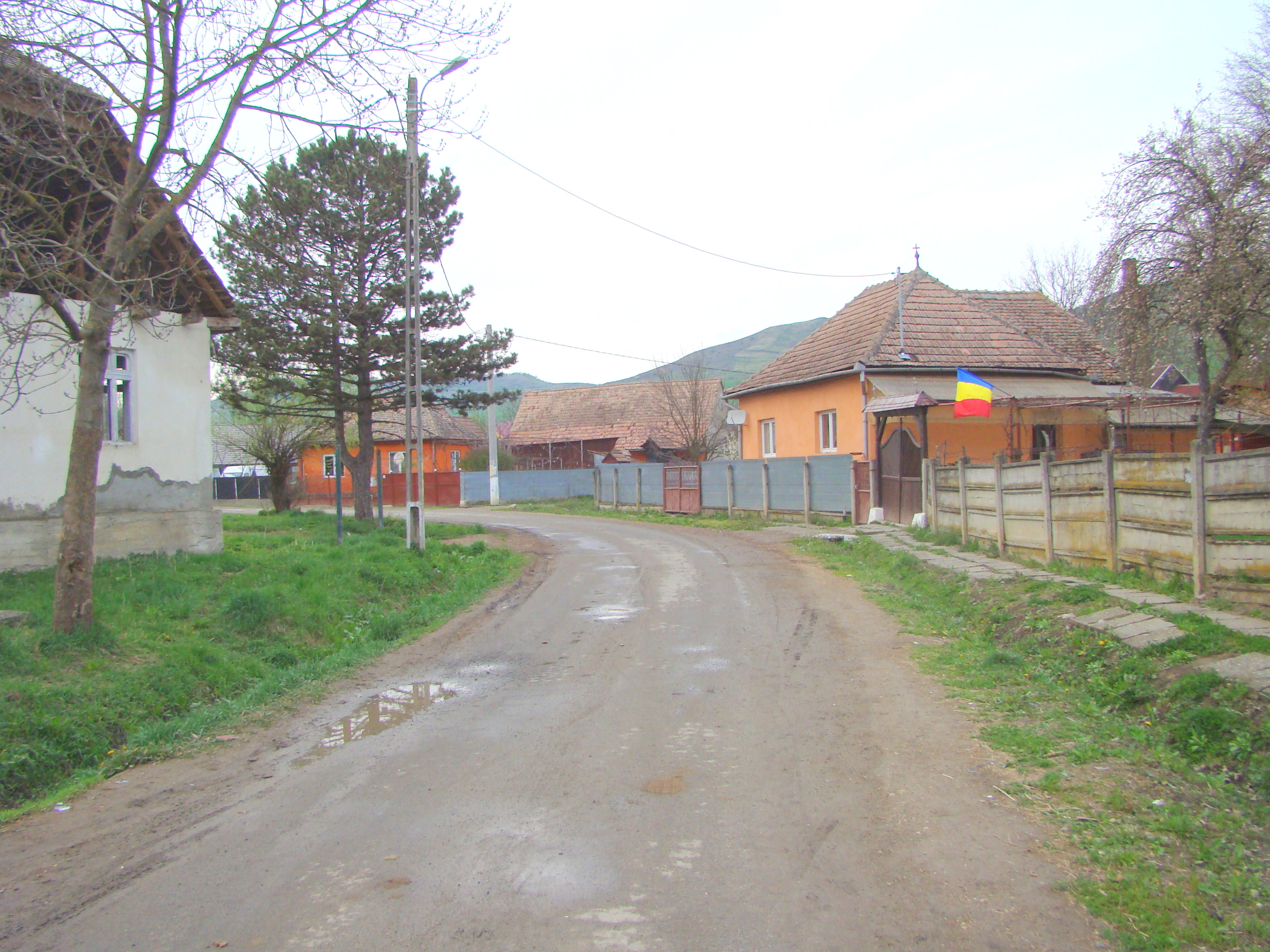
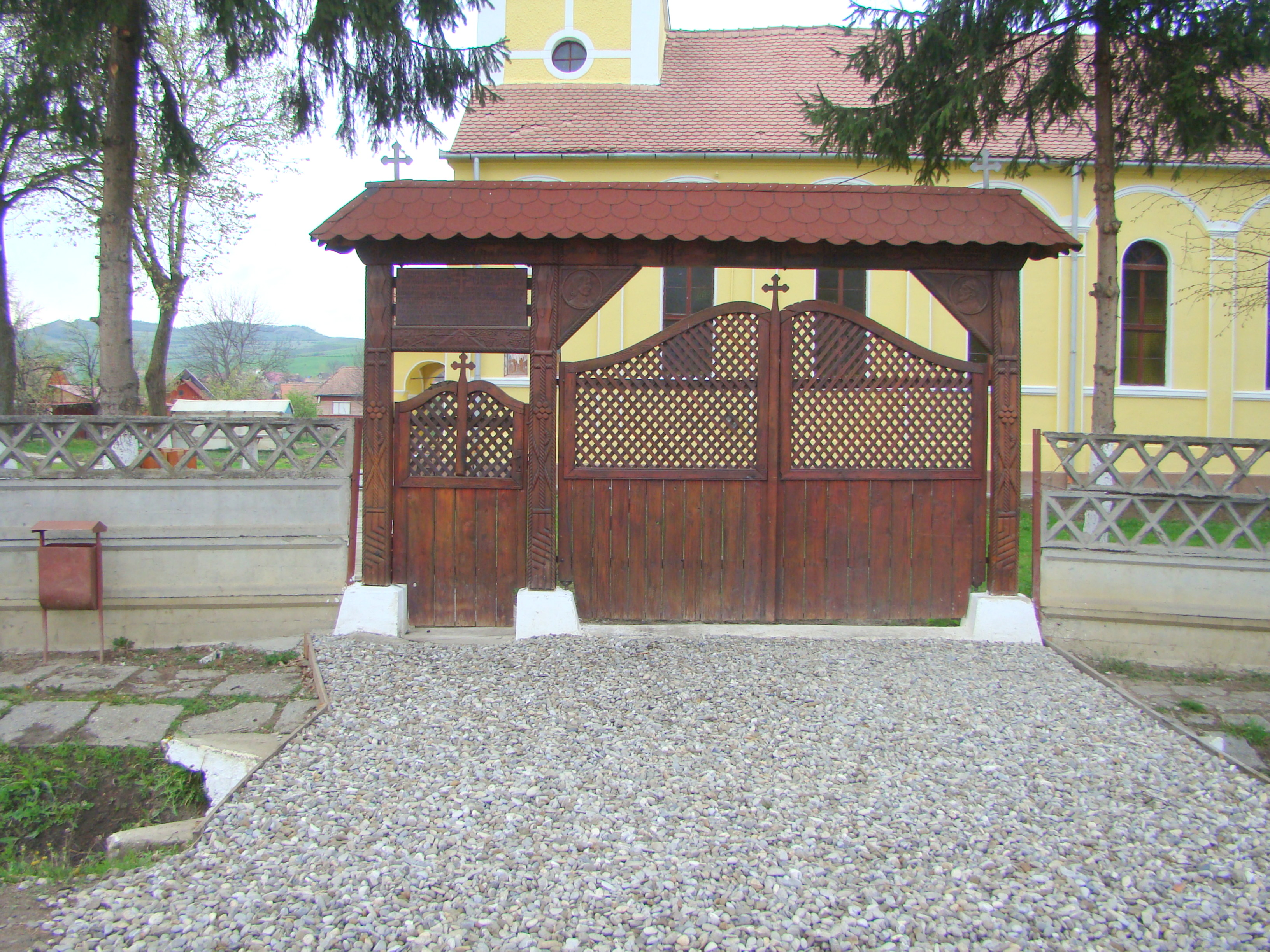
Poarta de lemn a bisericii ortodoxe
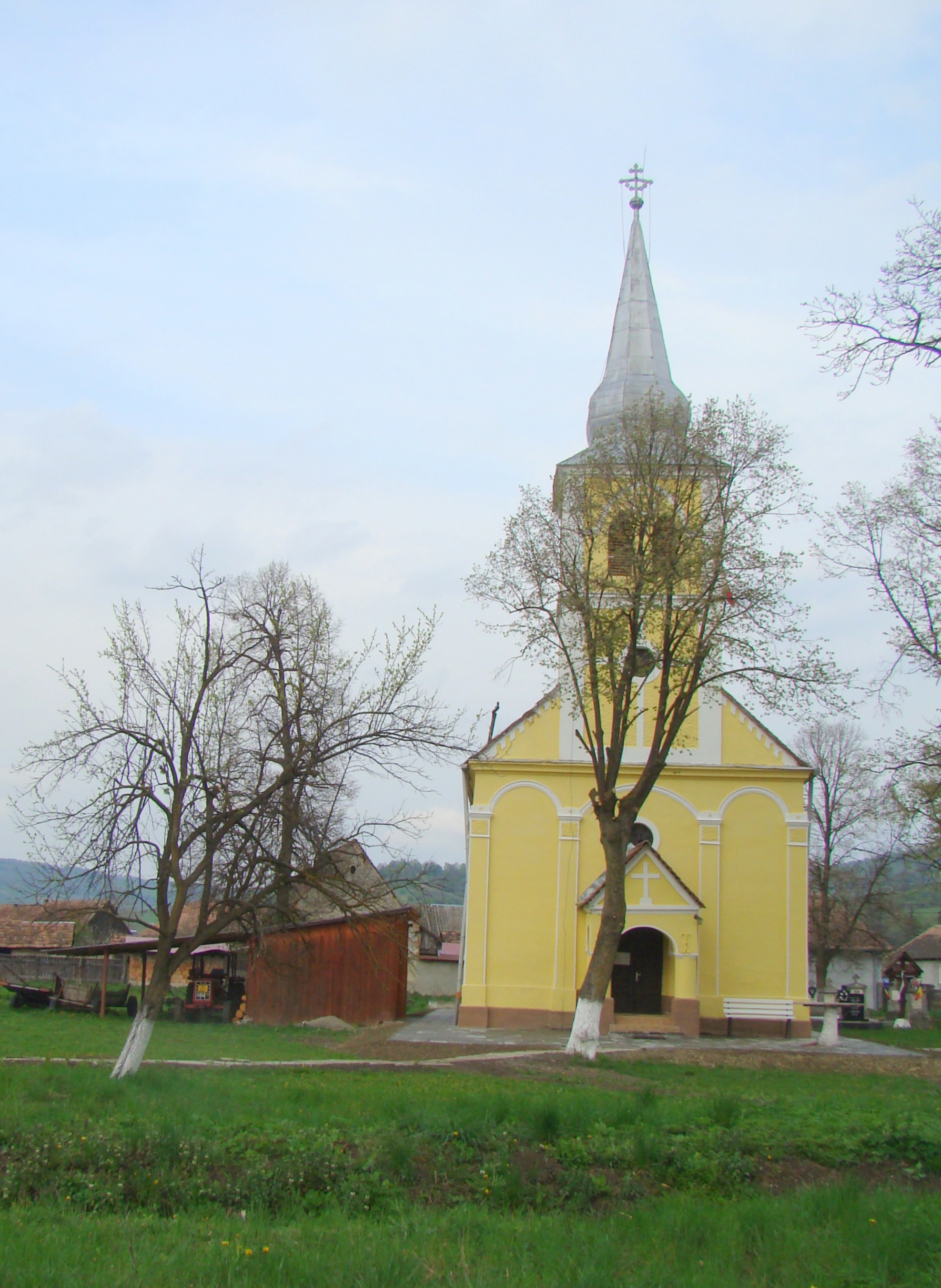
Biserica ortodoxă din satul Șoard
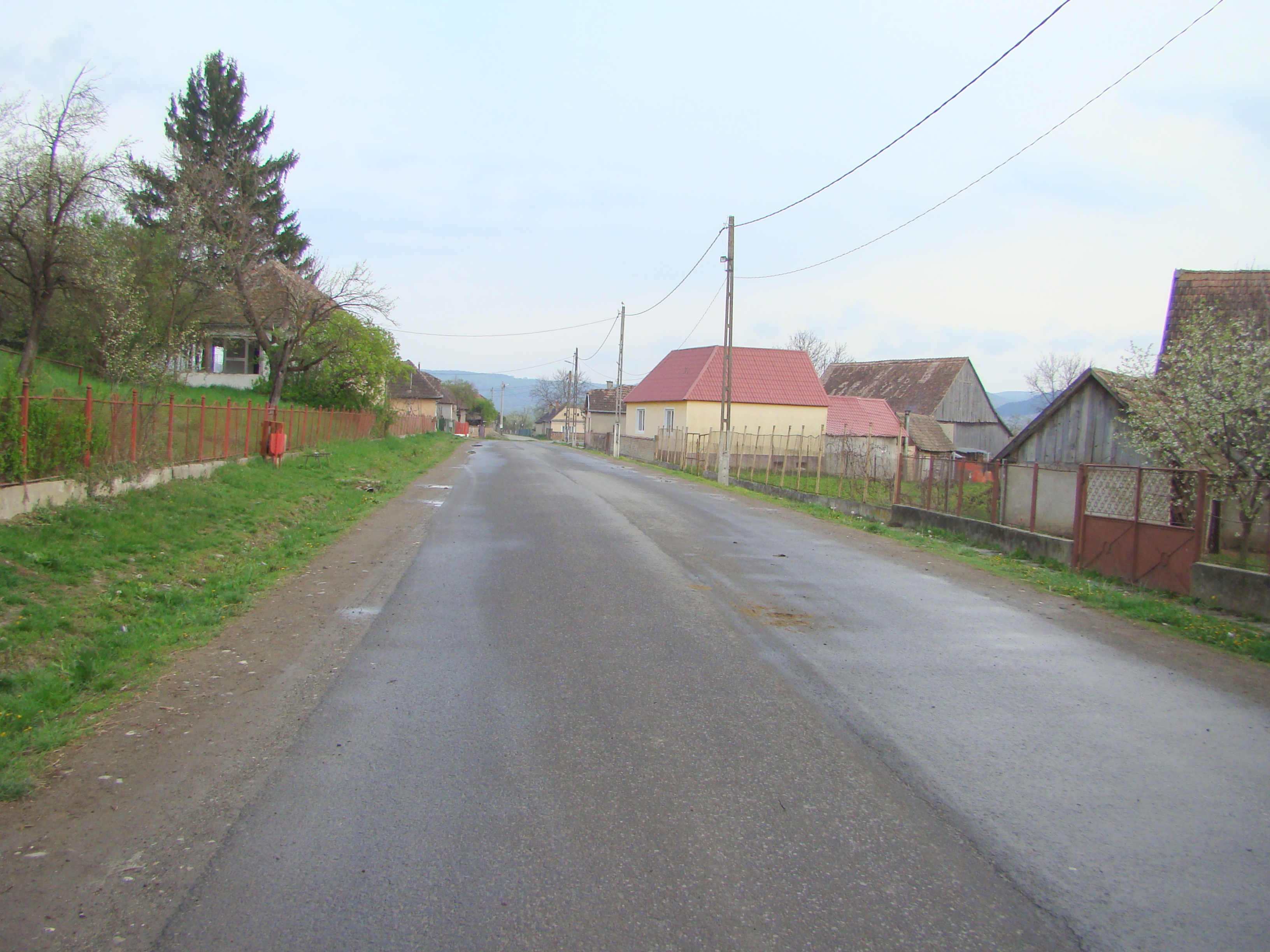
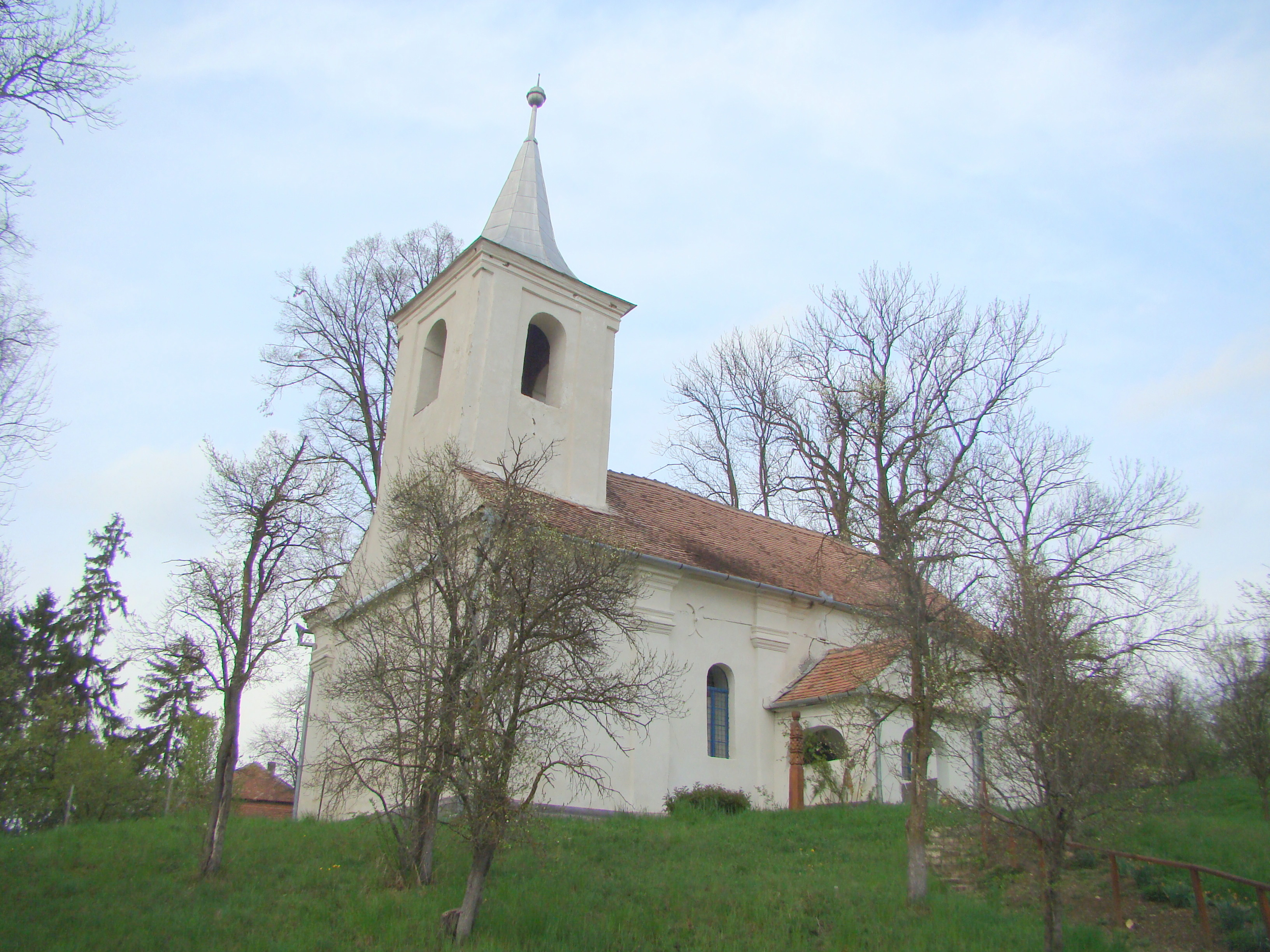
Biserica unitariană (1800)
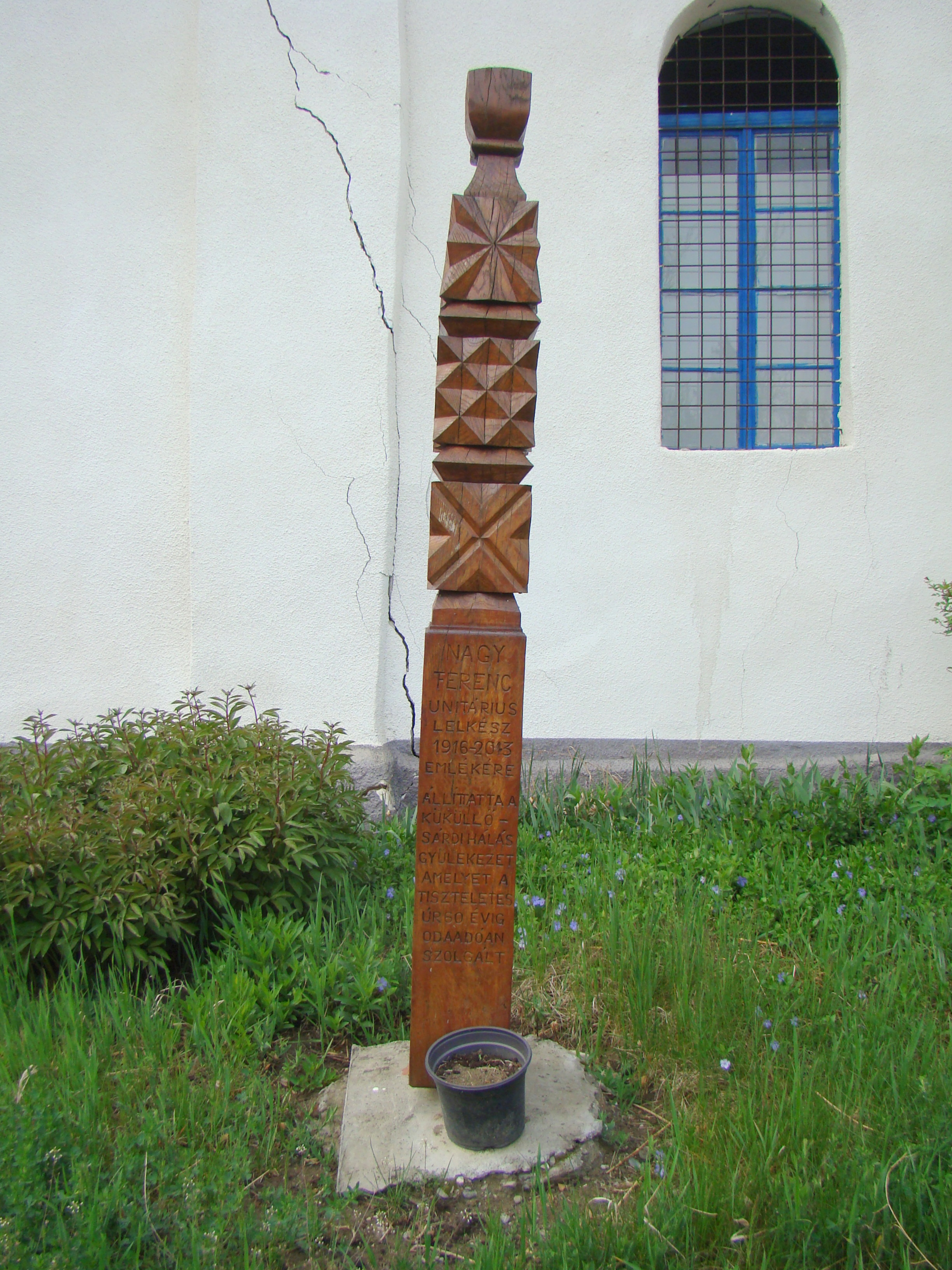
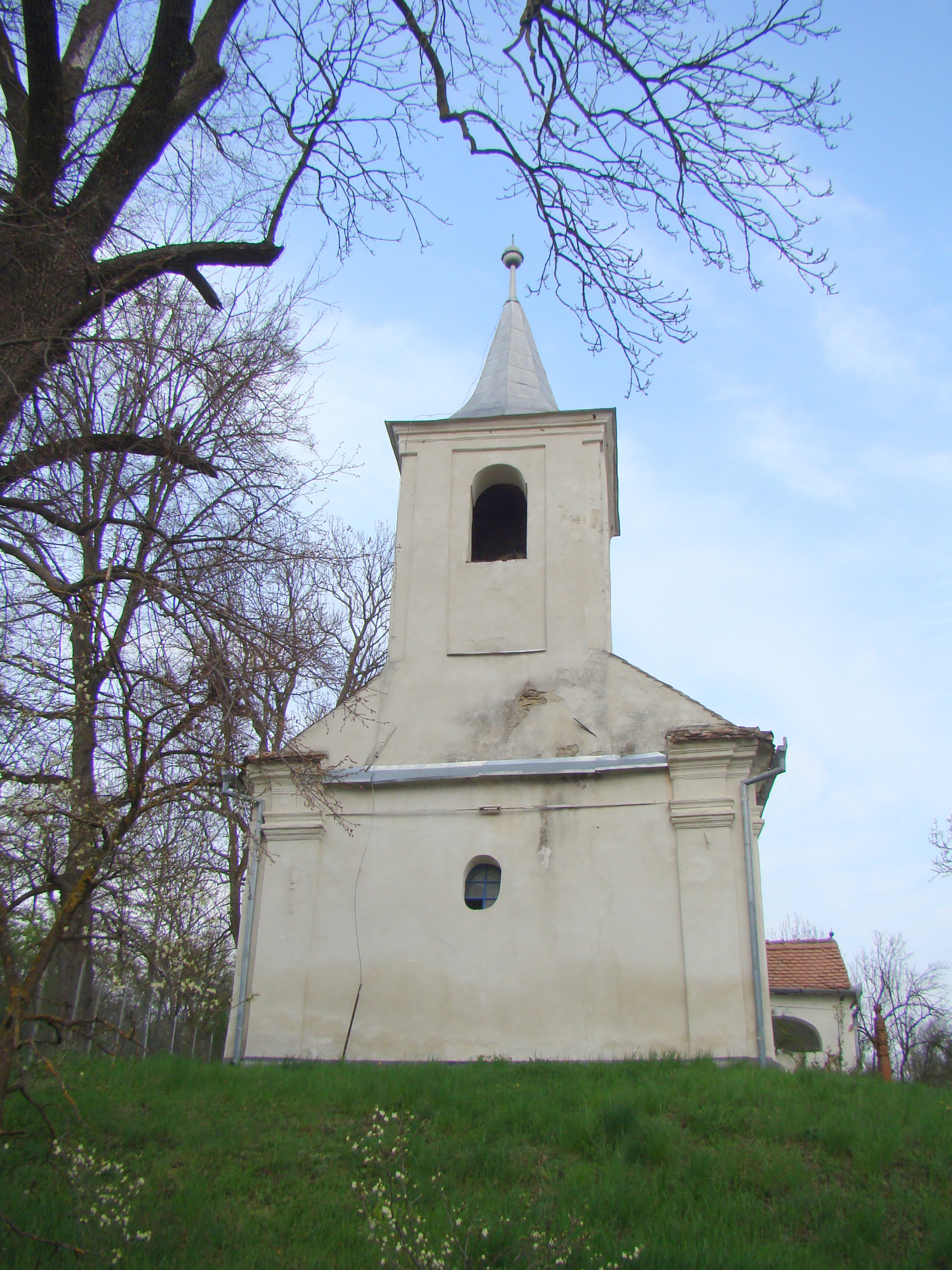
Biserica unitariană (1800)
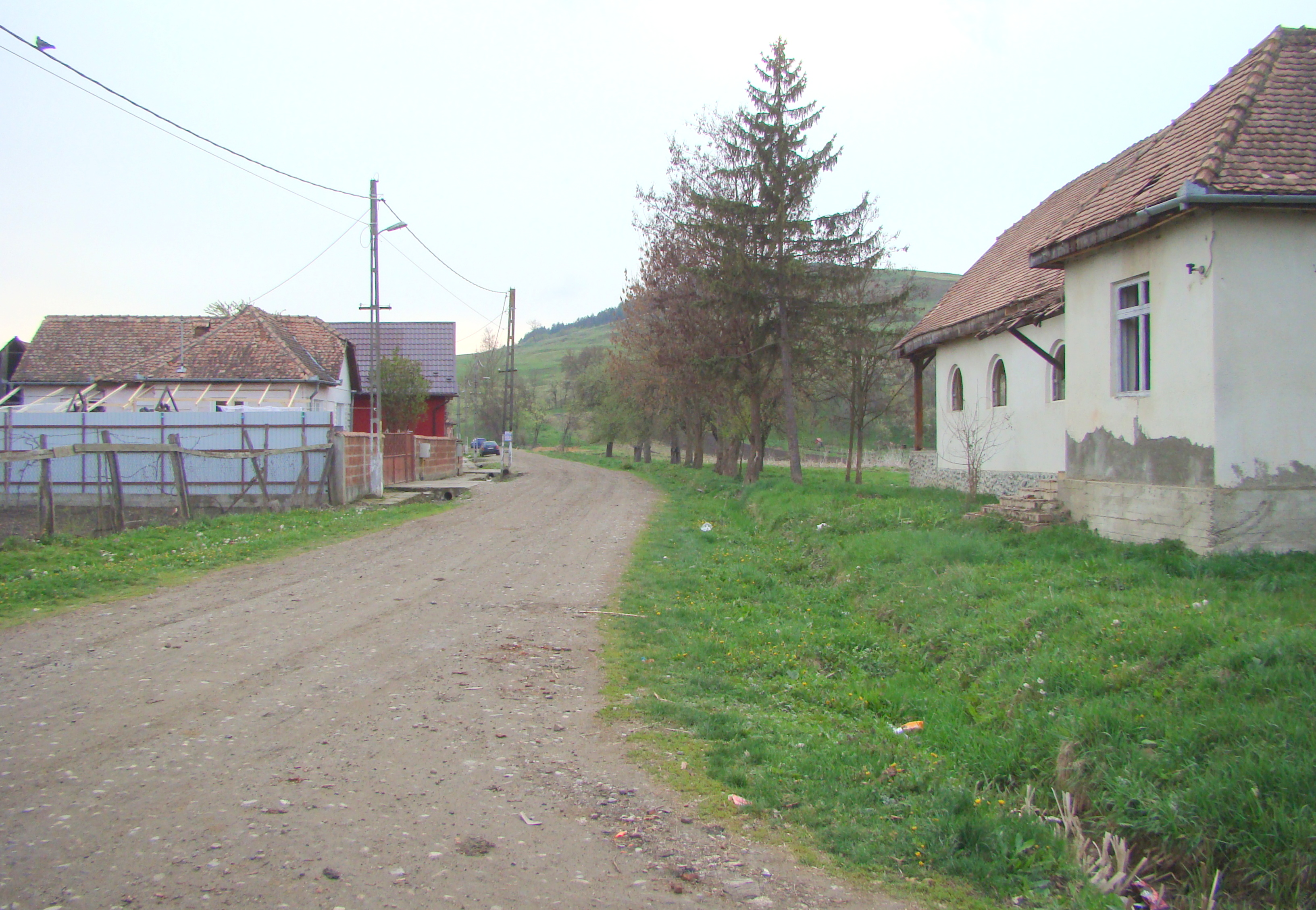